# STS-31
L'STS-31 è una missione del Discovery lanciata il 24 aprile 1990 dal KSC in Florida.
Durante questa missione di cinque giorni, l'equipaggio posizionò il telescopio spaziale Hubble negli strati esterni dell'atmosfera terrestre ad un'altezza di circa 600 km.
La Discovery atterrò presso la Edwards Air Force Base in California il 29 aprile del 1990.

## Equipaggio
- Comandante: Colonnello Loren J. Shriver, USAF (2)
- Pilota: Colonnello Charles F. Bolden, USMC (2)
- Specialista di missione: Capitano Bruce McCandless, USN (3)
- Specialista di missione: Dottor Steven A. Hawley (2)
- Specialista di missione: Dottoressa Kathryn D. Sullivan (2)

Tra parentesi il numero di voli spaziali completati da ogni membro dell'equipaggio, inclusa questa missione.

## Parametri della missione
- Massa:
  - Navetta al lancio: 117.586 kg
  - Navetta al rientro: 85.947 kg
  - Carico utile: 11.878 kg
- Perigeo: 585 km
- Apogeo: 615 km
- Inclinazione: 28,45°
- Periodo: 1 ora, 36 minuti e 42 secondi